# Athens Kallithea FC
El Athens Kallithea Football Club (en griego: ΠΑΕ "Athens Kallithea FC", ΠΑΕ Άθενς Καλλιθέα) es un club de fútbol griego de la ciudad de Kallithea. Fue fundado en 1966 y juega en la Segunda Superliga de Grecia.

## Historia
El equipo fue fundado el 18 de agosto de 1966 tras la fusión de cinco equipos: Esperos, Iraklis, AE Kallitheas, Kallithaikos y Pyrsos.En sus orígenes el club llevaba el nombre Kallithea. 
En 2002 el equipo alcanzó por primera ocasión la máxima categoría del fútbol griego, permaneciendo en ella hasta la temporada 2005-06, luego de cuatro temporadas.
En agosto de 2021 el equipo fue adquirido por el inversor griego-americano Ted Philipakos, quien también forma parte de la directiva del Venezia FC, junto con el empresario llegaron el exfutbolista Peter Philipakos, hermano de Ted y el inversor estadounidense Andrew Barroway.
En septiembre de 2022 el club fue renombrado Athens Kallithea FC, el cambio de identidad atrajo la atención de medios internacionales debido a la implementación de una campaña publicitaria y estética, la cual había sido similar a la realizada por el mismo equipo creativo en el Venezia FC.
En 2024 el equipo logró regresar a la Super Liga de Grecia luego de 18 años de ausencia.

## Estadio
La sede habitual del Athens Kallithea es el Estadio Grigoris Lamprakis, el cual cuenta con una capacidad para albergar a 4,250 espectadores. El recinto lleva el nombre de Grigoris Lambrakis, un político y activista griego del siglo XX.
Sin embargo, para la temporada 2024-25 el Kallithea firmó un convenio con el Panathinaikos FC para utilizar el Estadio Apostolos Nikolaidis debido a que tiene mejores condiciones para albergar partidos de la máxima categoría del fútbol griego, por lo que ese estadio se convirtió en la casa del equipo. 

## Palmarés
- Segunda División: 1

2024
- Tercera División: 4

1969, 1976, 1993, 2010
- Cuarta División: 1

2020